# Tritegeus major
Tritegeus major är en kvalsterart som beskrevs av Golosova och Karppinen 1984. Tritegeus major ingår i släktet Tritegeus och familjen Cepheidae. Inga underarter finns listade i Catalogue of Life.